# Neuilly-la-Forêt
Neuilly-la-Forêt är en kommun i departementet Calvados i regionen Normandie i norra Frankrike. Kommunen ligger i kantonen Isigny-sur-Mer som ligger i arrondissementet Bayeux. År 2018 hade Neuilly-la-Forêt 444 invånare.

## Befolkningsutveckling
Antalet invånare i kommunen Neuilly-la-Forêt
Referens:INSEE